# Tlacochcalcatl

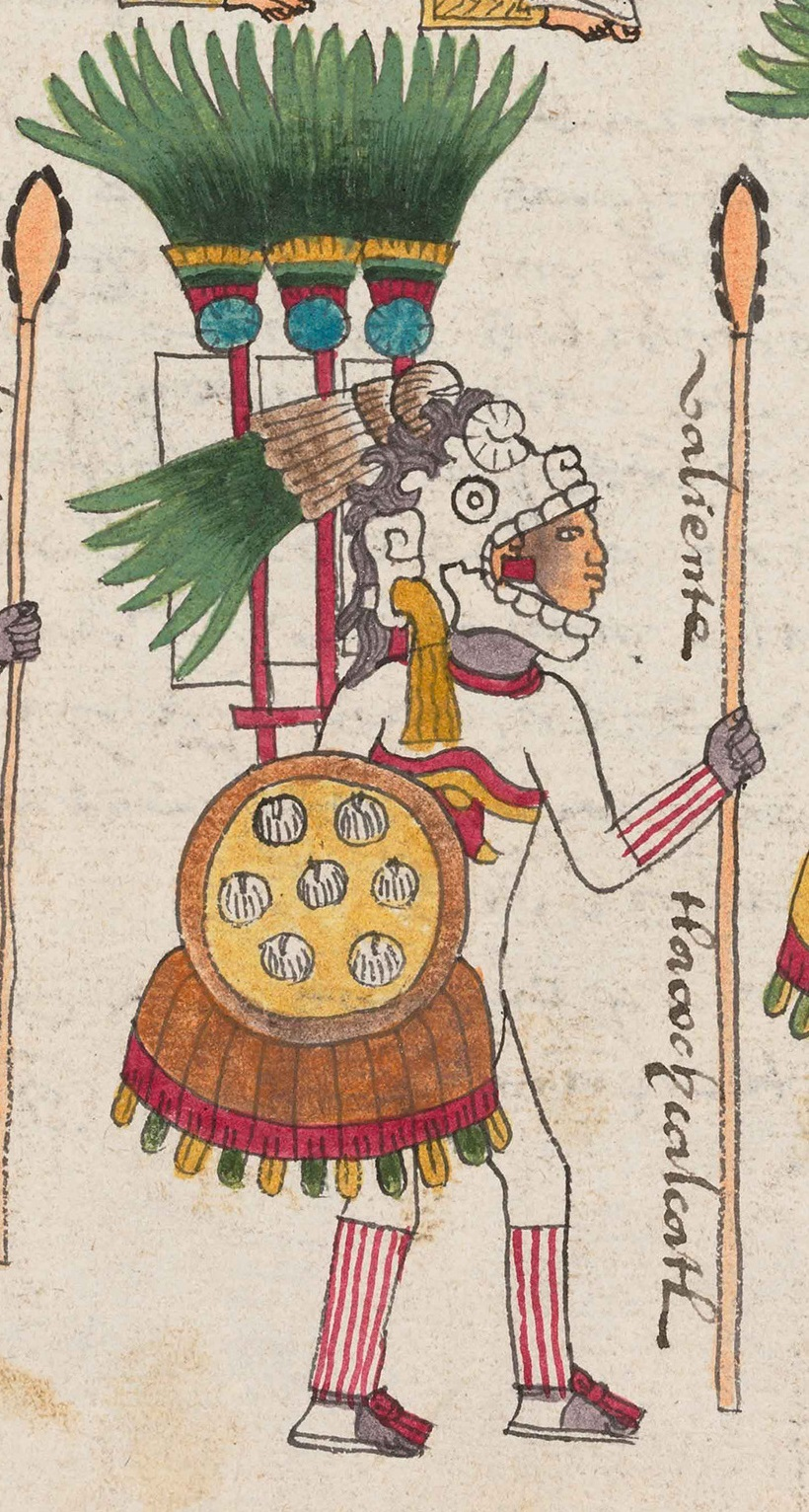
Ein Tlacochcalcatl im Codex Mendoza

Ein Tlacochcalcatl (Nahuatl für: „Der Mann vom Haus der Wurfpfeile“) war ein aztekischer Titel bzw. Rang ähnlich dem eines Generals.
Während des Krieges stand er als zweiter Befehlshaber unter dem Tlatoani (Kaiser) und für gewöhnlich führte er die Armee in die Schlacht, wenn der Herrscher anderweitig verhindert war. Zusammen mit dem Tlacateccatl (General) war er für das Heer verantwortlich und übernahm alle militärischen Entscheidungen und Planungen, wenn der Tlatoani entschieden hatte einen Feldzug zu unternehmen.
Der Tlacochcalcatl hatte auch als Zeugmeister die Führung des Tlacochcalco inne. Tlacochcalco (Nahuatl für: „im Haus der Wurfpfeile“, von Tlacochtli, dem Wurfpfeil oder Kurzspeer, der mit dem Atlatl verschossen wurde) war der Name eines von vier Zeughäusern in den vier Eingangsbereichen des zeremoniellen Bezirks der Hauptstadt Tenochtitlan. Diese Haupt-Zeughäuser wurden jedes Jahr während des Festes des Quecholli mit neuen Waffen bestückt, in dem Fall des Tlacochcalco mit Wurfpfeilen.
Der Tlacochcalcatl war immer ein Mitglied des Kriegerbundes der Cuachicqueh („die Geschorenen“).
Das Amt eines Tlacochcalcatl war oft der letzte Schritt der nächste Tlatoani zu werden.
Der erste Tlacochcalcatl wurde unter der Herrschaft von Huitzilíhuitl im Amt eingesetzt, der seinen Bruder Itzcóatl einsetzte, der möglicherweise auch unter der Herrschaft Chimalpopocas diente. Als Itzcóatl Tlatoani wurde, setzte er Tlacaelel als Tlacochcalcatl und Montezuma Ilhuicamina als Tlacateccatl ein, als Tlacaelel Cihuacoatl wurde, wurde Montezuma Ilhuicamina zum Tlacochcalcatl ernannt. Es ist nicht bekannt, wer Tlacochcalcatl unter der Herrschaft Kaisers Montezumas war. Möglicherweise hatte Tlacaelel ein Doppelamt in dieser Periode inne.
Nach Montezumas Tod wurde Axayacatl der neue Kaiser. Der Tlacochcalcatl unter ihm war Tízoc, welcher nach Axayacatls Tod der Nachfolge nach Herrscher wurde. Tízoc, der als ein schwacher Herrscher angesehen wurde, wurde abgesetzt und sein Tlacochcalcatl Auítzotl wurde Herrscher. Auítzotls Tlacochcalcatl wurde der nächste Herrscher: Montezuma II. Der Tlacochcalcatl unter Montezuma II. bei Ankunft der Spanier war Quappiatl.